# Abbas al-Musawi

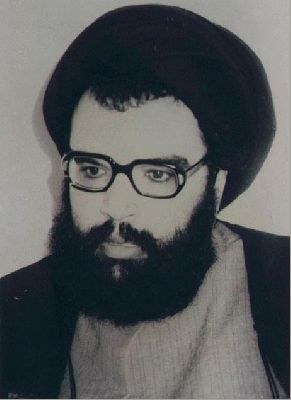
Abbas al-Musawi

Sayyid Abbas al-Musawi (arabisch عباس الموسوي, DMG ʿAbbās al-Mūsawī; * ca. 1952 in an-Nabī Schaith in der Bekaa-Ebene; † 16. Februar 1992 im Libanon) war ein libanesischer schiitischer Islamist und Generalsekretär des militärischen Flügels der Terrororganisation Hisbollah. In diesem Amt war er der Vorgänger von Hassan Nasrallah.

## Leben
Al-Musawi studierte schiitische Theologie an der Universität Nadschaf im Irak, wo er besonders von dem iranischen Kleriker Ajatollah Ruhollah Chomeini beeinflusst wurde. Er wurde auch in der Hawza durch Muhammad Baqir as-Sadr beeinflusst, dessen Vorlesungen er besuchte. 1978 kehrte er in den Libanon zurück und half vier Jahre später dabei, die Terrororganisation Hisbollah zu bilden, um gegen die israelische Besatzung des Südlibanons zu kämpfen. Er wurde von vielen westlichen Beobachtern als Drahtzieher für zahlreiche Anschläge verantwortlich gemacht, einschließlich des Anschlags auf den US-Stützpunkt in Beirut 1983, bei dem 299 Soldaten Frankreichs und der Vereinigten Staaten ums Leben kamen. 1991 wurde al-Musawi zum Generalsekretär der Hisbollah gewählt und löste damit Subhi at-Tufaili ab.
Am 16. Februar 1992 wurde al-Musawi mit seiner Frau, seinem Sohn und vier weiteren Personen bei einem israelischen Hubschrauberangriff im Südlibanon getötet. Offenbar als Reaktion auf diese „gezielte Tötung“ fand am 17. März 1992 ein Bombenanschlag auf die israelische Botschaft in Buenos Aires statt, bei dem 29 Personen starben und rund 240 verletzt wurden.

## Weiteres
Die Ermordung al-Musawis und seiner Familie war ein Thema des Dokumentarfilms Lizenz zum Töten – Wie Israel seine Feinde liquidiert von 2013.